# Пак Мьон Сок
Пак Мьон Сок (кор. 박명석; нар. 9 січня 1970) — південнокорейський борець греко-римського стилю, чотириразовий чемпіон та срібний призер чемпіонатів Азії, чемпіон та срібний призер Азійських ігор, чемпіон Східноазійських ігор,  учасник двох Олімпійських ігор.

## Життєпис
Боротьбою почав займатися з 1983 року. У 1998 році став чемпіоном світу серед юніорів.
Виступав за спортивний клуб «Ma San City Hall». Тренер — Хе Чін Кім.

## Спортивні результати на міжнародних змаганнях

### Виступи на Олімпіадах
| Змагання                    | Збірна         | Вагова категорія                 | Місце |
| --------------------------- | -------------- | -------------------------------- | ----- |
| Літні Олімпійські ігри 1992 | Південна Корея | греко-римська боротьба, до 82 кг | 11    |
| Літні Олімпійські ігри 1996 | Південна Корея | греко-римська боротьба, до 82 кг | 14    |

### Виступи на Чемпіонатах світу
| Змагання                        | Збірна         | Вагова категорія                 | Місце |
| ------------------------------- | -------------- | -------------------------------- | ----- |
| Чемпіонат світу з боротьби 1994 | Південна Корея | греко-римська боротьба, до 82 кг | 10    |
| Чемпіонат світу з боротьби 1995 | Південна Корея | греко-римська боротьба, до 82 кг | 20    |
| Чемпіонат світу з боротьби 1997 | Південна Корея | греко-римська боротьба, до 85 кг | 11    |
| Чемпіонат світу з боротьби 1998 | Південна Корея | греко-римська боротьба, до 85 кг | 17    |

### Виступи на Чемпіонатах Азії
| Змагання                       | Збірна         | Вагова категорія                 | Місце  |
| ------------------------------ | -------------- | -------------------------------- | ------ |
| Чемпіонат Азії з боротьби 1989 | Південна Корея | греко-римська боротьба, до 74 кг | Золото |
| Чемпіонат Азії з боротьби 1992 | Південна Корея | греко-римська боротьба, до 82 кг | Золото |
| Чемпіонат Азії з боротьби 1993 | Південна Корея | греко-римська боротьба, до 82 кг | Золото |
| Чемпіонат Азії з боротьби 1996 | Південна Корея | греко-римська боротьба, до 82 кг | Срібло |
| Чемпіонат Азії з боротьби 1997 | Південна Корея | греко-римська боротьба, до 85 кг | Золото |

### Виступи на Азійських іграх
| Змагання           | Збірна         | Вагова категорія                 | Місце  |
| ------------------ | -------------- | -------------------------------- | ------ |
| Азійські ігри 1998 | Південна Корея | греко-римська боротьба, до 85 кг | Золото |
| Азійські ігри 2002 | Південна Корея | греко-римська боротьба, до 96 кг | Срібло |

### Виступи на Східноазійських іграх
| Змагання                 | Збірна         | Вагова категорія                 | Місце  |
| ------------------------ | -------------- | -------------------------------- | ------ |
| Східноазійські ігри 1997 | Південна Корея | греко-римська боротьба, до 85 кг | Золото |

### Виступи на інших змаганнях
| Змагання                           | Збірна         | Вагова категорія                 | Місце |
| ---------------------------------- | -------------- | -------------------------------- | ----- |
| Гран-прі Німеччини з боротьби 1989 | Південна Корея | греко-римська боротьба, до 74 кг | 9     |

### Виступи на змаганнях молодших вікових груп
| Змагання                                      | Збірна         | Вагова категорія                 | Місце  |
| --------------------------------------------- | -------------- | -------------------------------- | ------ |
| Чемпіонат світу з боротьби серед юніорів 1988 | Південна Корея | греко-римська боротьба, до 74 кг | Золото |